# SMS Erzherzog Karl
SMS Erzherzog Karl byla první ze tří bitevních lodí typu predreadnought třídy Erzherzog Karl postavených pro rakousko-uherské námořnictvo (K.u.K. Kriegsmarine). Vedoucí loď třídy byla na vodu spuštěna 4. října 1903. Byla přidělena ke III. bitevní eskadře.
Po většinu první světové války zůstal Erzherzog Karl v domovském přístavu v Pule, kromě čtyř rozkazů. V roce 1914 byl součástí rakousko-uherské floty vyslané na ochranu úniku německých lodí SMS Goeben a SMS Breslau z Brity ovládaného Středomoří. Dostal se až k Brindisi, než byl odvolán do domovského přístavu. K jeho jedinému bojovému nasazení došlo koncem května 1915, kdy se podílel na ostřelování italského přístavního města Ancona. Zúčastnil se také potlačení velké vzpoury posádek několika křižníků v Kotoru mezi 1. a 3. únorem 1918. Rovněž se pokusil prorazit blokádu Otrantského průlivu v červnu téhož roku, ale musel ustoupit, když byl potopen dreadnought SMS Szent István. Po prohrané válce byl Erzherzog Karl získán Francouzi, ale v Bizerte najel na mělčinu. V roce 1921 byl v Itálii sešrotován.